# Monotaxis
Monotaxis é um género botânico pertencente à família Euphorbiaceae.

## Espécies
Formado por 19 espécies:
| - Monotaxis bracteata - Monotaxis cuneifolia - Monotaxis ericoides - Monotaxis gracilis - Monotaxis grandiflora - Monotaxis linifolia - Monotaxis lurida | - Monotaxis luteiflora - Monotaxis macrophylla - Monotaxis megacarpa - Monotaxis neesiana - Monotaxis occidentalis - Monotaxis oldfieldii - Monotaxis paxii | - Monotaxis porantheroides - Monotaxis simplex - Monotaxis stowardii - Monotaxis tenuis - Monotaxis tridentata |

## Nome e referências
Monotaxis Brongn.